# 愛知県道424号振草三河川合停車場線
愛知県道424号振草三河川合停車場線（あいちけんどう424ごう ふりくさみかわかわいていしゃじょうせん）は、愛知県北設楽郡東栄町から愛知県新城市川合に至る一般県道である。
この道路は途中2箇所、市町境の山越え区間が未開通または未整備で、東栄町から三河川合駅にこの道を使って行くことはできない。

## 概要

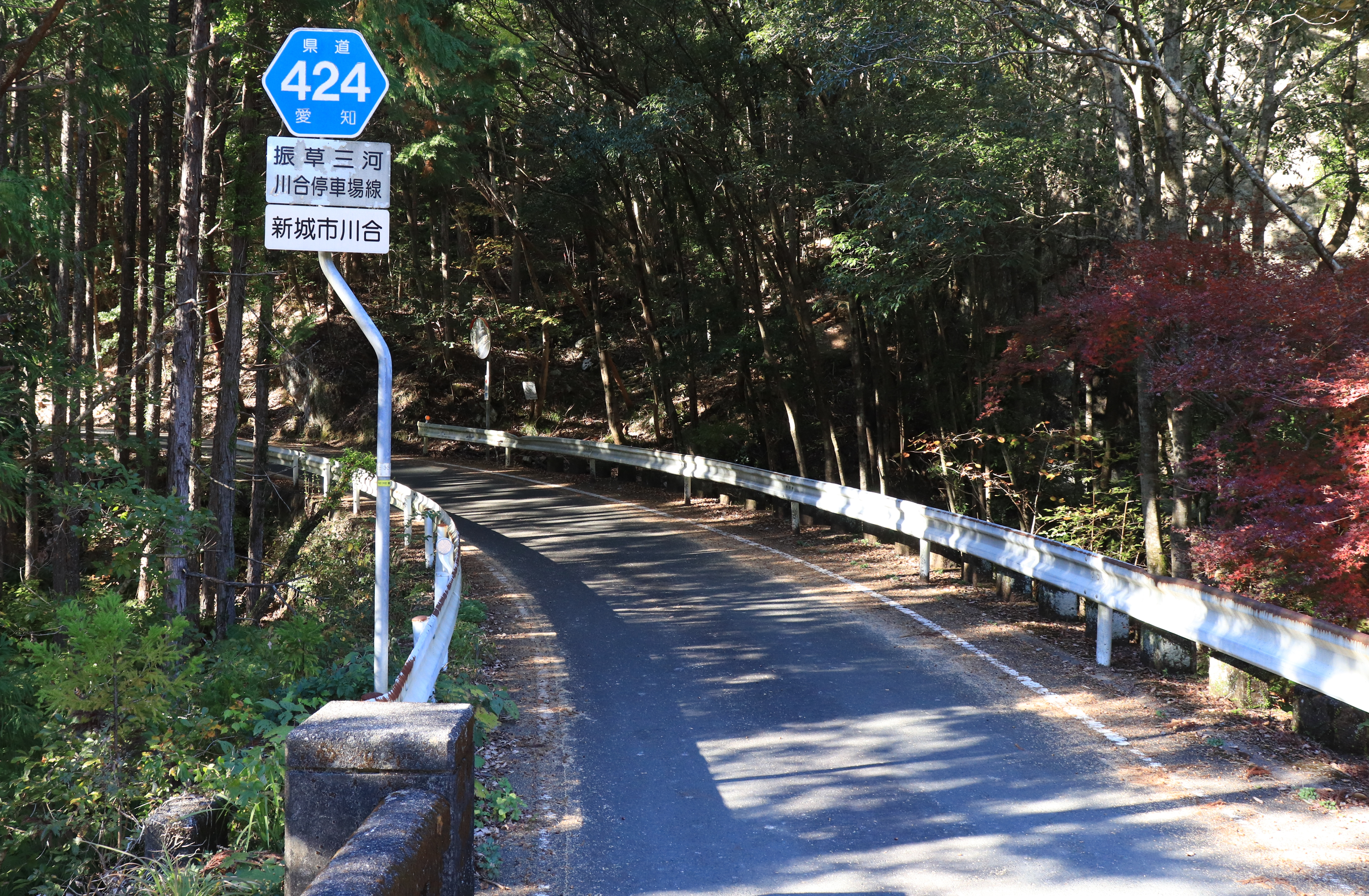
愛知県道424号振草三河川合停車場線、新城市川合にて

### 路線データ
- 起点：愛知県北設楽郡東栄町振草
- 終点：愛知県新城市川合：三河川合停車場

## 沿革
- 1972年5月4日 認定

## 通過する自治体
- 愛知県
  - 北設楽郡
    - 東栄町
    - 設楽町

  - 新城市

## 接続する道路
- 愛知県道431号八橋中設楽線（東栄町振草地内）

この間に未開通区間あり
- 国道473号（設楽町神田地内・神田交差点間で重複）
- 愛知県道32号長篠東栄線（設楽町神田地内で重複）

この間に未完成区間あり
- 国道151号（新城市川合地内：市道を介して接続）

## 沿線周辺
- 宇連ダム（鳳来湖）
- 乳岩峡

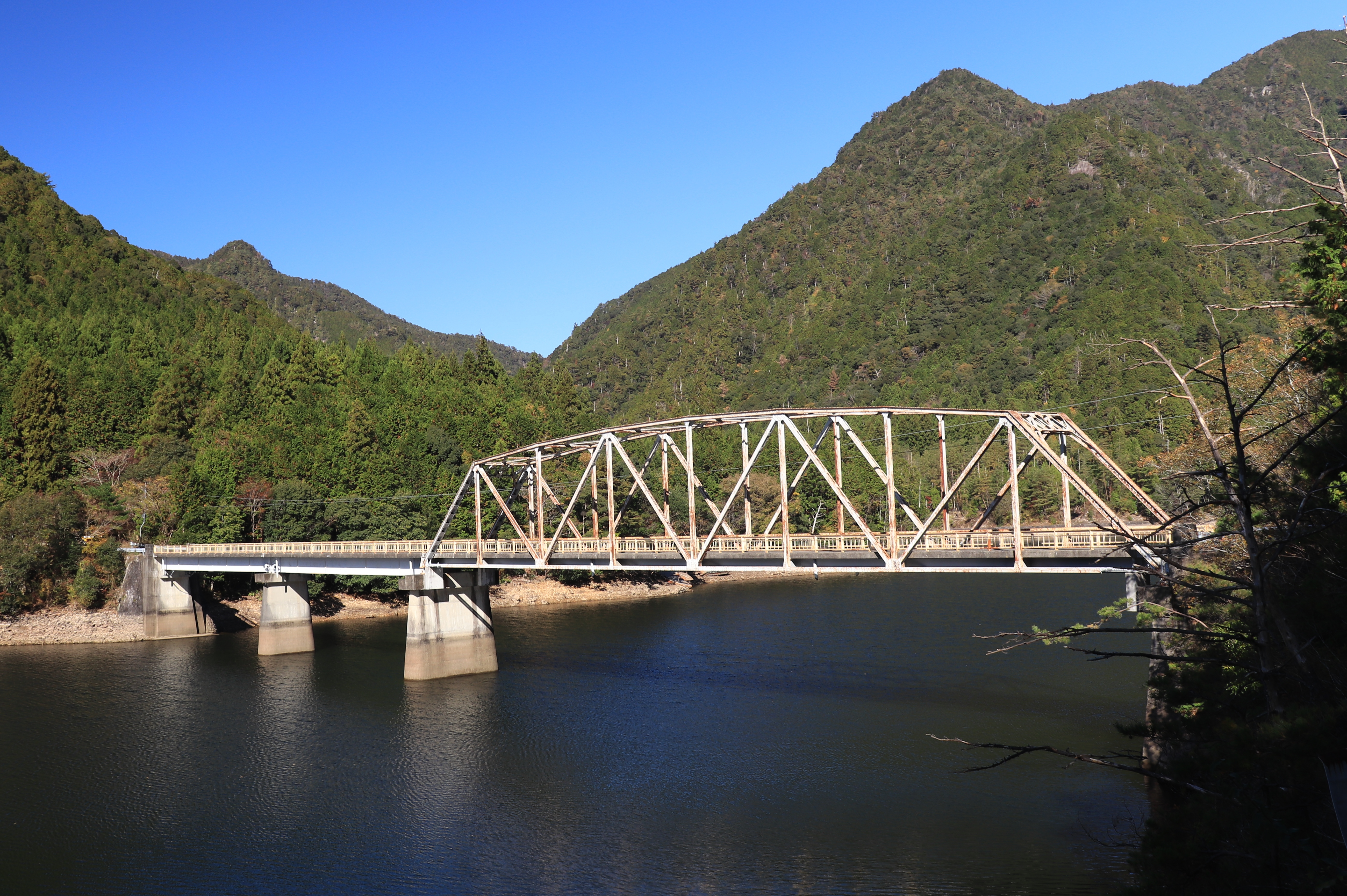
鳳来湖畔を通る宇連川の支流に架かる八石橋、新城市川合にて

- 独立行政法人水資源機構 豊川用水総合事業部水源管理所
- 新城市立鳳来東小学校
- 鳳来川合郵便局
- 愛知県警察 新城警察署川合駐在所
- JR飯田線 三河川合駅